# ريك يون
ريك يون، (بالكورية : 윤성식) (بالإنجليزية:Rick Yune)، ممثل أمريكي من أصول كورية، ولد في واشنطن بتاريخ 22 أغسطس سنة 1971م، وهو ممثل وكاتب السيناريو ومنتج الأفلام للفنون القتالية.

## حياته
بعد أن مارس طيلة حياته للفنون القتالية، قبل أن يصبح ممثلا حاز على جائزة الفنون القتالية الأولمبية في الولايات المتحدة، فكونه طالبا في الثانوية كان من أخطر لاعبي المنتخب الأمريكي عندما عمره تسعة عشر عاما، ومن ثم أصبح ممثلا للافلام الهولودية، شارك أهم افلامه هما : السرعة والغضب 2001 ومت في يوم آخر 2002،

## أفلامه
- قاتل النينجا (2009) -
- Beyond Remedy (2009)
- Alone in the Dark II (2009) -]]
- The Fifth Commandment (2008)
- مت في يوم آخر (2002  [لغات أخرى]‏) - Zao
- السرعة والغضب (فيلم 2001) (2001  [لغات أخرى]‏) - Johnny Tran
- The Fence (2001  [لغات أخرى]‏) - Lucky Chang
- Snow Falling on Cedars (1999  [لغات أخرى]‏) - Kazuo Miyamoto
- Nathan Grimm (1998  [لغات أخرى]‏)
- "Someone" (1997  [لغات أخرى]‏) - SWV featuring شون كومز

## وصلات خارجية
- Official website الموقع الرسمي للممثل الأمريكي ريك يون باللغة الإنجليزية
- ريك يون على موقع IMDb (الإنجليزية)
- ريك يون على موقع ألو سيني (الفرنسية)
- ريك يون على موقع أول موفي (الإنجليزية)
- ريك يون على موقع قاعدة بيانات الأفلام السويدية (السويدية)
- ريك يون على موقع قاعدة بيانات الفيلم (الإنجليزية)
- ريك يون على موقع كينوبويسك (الروسية)